# 샤라쿠스
샤라쿠스(학명:Charactosuchus langston)는 악어목 크로커다일과에 속하는 악어이다. 지금은 멸종된 악어로 몸길이가 7~8m인 거대한 악어이다.

## 특징
샤라쿠스는 뾰족히 튀어나온 주둥이와 날카로운 이빨을 가진 악어로 푸루스사우루스와 동일한 시대를 살았다. 푸루스사우루스에 비해 몸집은 작았지만 무는 힘은 푸루스사우루스에 버금가게 높았을 것으로 추정이 된다. 화석은 두개골의 화석만 발견이 되어 정확한 크기는 알 수가 없지만 샤라쿠스도 몸집이 큰 악어인 것이 확실한 것으로 판명이 되는 종이다. 또한 몸의 등쪽에는 굵은 능선과 거친 피부의 가죽을 가지고 있었다. 먹이로는 당대에 서식했던 물고기, 파충류, 양서류, 포유류 등을 다양하게 잡아먹었을 포식자로 추정된다.

## 생존시기와 서식지와 화석의 발견
샤라쿠스의 생존시기는 신생대의 에오세와 마이오세로 지금으로부터 4000만년전~1000만년전까지 생존했던 악어이다. 생존했던 시기에는 북아메리카와 남아메리카에 광범위하게 서식했던 종으로 아메리카의 강에서 주로 서식했을 것으로 추정이 된다. 화석의 발견은 1965년에 콜롬비아, 브라질, 자메이카에서 고생물학자들에 의해 처음으로 발견이 되어 명명이 되었으며 이후엔 미국의 플로리다주와 사우스캐롤라이나주에서도 화석이 발견되었다. 샤라쿠스는 북아메리카의 캐나다와 미국에서 처음으로 탄생되어 남아메리카로도 확산되어 생활했으며 이는 당시에 북아메리카와 남아메리카간의 동물들에 교류를 했다는 증거이기도 하다.

## 같이 보기
- 악어
- 크로커다일과
- 파충류
- 화석